# 983
سنة 983 م كانت سنة بسيطة تبدأ يوم الإثنين (الرابط يظهر نموذج التقويم الكامل للسنة) من التقويم اليولياني.

## أحداث
- 26 مارس – وفاة الأمير البويهي عضد الدولة في بغداد، أحد أقوى حكام الدولة البويهية، حيث وحّد إيران والعراق، وسك لقب «ملك الإسلام وملك الملوك». أدّت وفاته إلى صراعات داخلية بين أبنائه وحدوث تراجع لاحق للدولة.[1]

- وفاة الأمير حميدان والمعز، وخلفه شقيقه المؤيد الدولة الذي أعاد توحيد بعض أقاليم الدولة البويهية.[2]

- سبتمبر – هجوم البكجور، المدعوم من الدولة العباسية، على الموصل، لكنه لم يكن حصارًا طويلًا.[3]

## مواليد
- أبو عثمان الصابوني إمام من آئمة أهل السنة والجماعة

## وفيات
- عضد الدولة
- عبد الرحمن الأخضري